# Марк Педуцей Плавцій Квінтілл
Марк Педу́цей Пла́вцій Квінті́лл (лат. Marcus Peducaeus Plautius Quintillus; ? — після 197) — державний діяч часів Римської імперії, консул 177 року.

## Життєпис
Походив з роду Тіціїв. Син Луція Тіція Плавція Квінтілла, консула-суффекта 159 року, та Цейонії Фабії (сестри імператора Луція Вера). Про дату народження нічого невідомо. Був усиновлений Марком Педуцеєм Стлогою Присціном, консулом 141 року.
У 177 році став консулом, разом із Коммодом, сином імператора Марка Аврелія. Незабаром увійшов до колегії авгурів. За імператора Коммода став одним з його радників.
У 193 році підтримав імператора Дідія Юліана. Виступав проти помилування Септимія Севера. Надалі залишився ворогом останнього. Невдовзі після приходу до влади Септимія (десь після 197 року) Марк Педуцей відійшов від справ й мешкав на віллі. Втім у 205 році за підозрою у ворожбі проти імператора його було страчено.

## Родина
- Плавція Сервілла[bg] — донька